# 女性主義政治理論

女性主义的通用符号

女性政治理論主義（英語：Feminist political theory）是女性主义理论的一个不同分支的子领域，致力于实现三个主要目标：
1. 理解和批判性别在传统政治理论解释中的作用。
2. 根据女性主义问题（特别是性别平等）的角度重新构建和阐述传统的政治理论。
3. 支持建立和追求性别平等的政治学。

事实上，一位学者指出，就几乎所有的女性主义版本而言，「我们的日常生活中都存在着以政治理論作为权力关系的表达方式」，可以合理地「将女性主义理论描述为一种整体政治哲学」。

## 研究主題

### 女性主義知識理論
女性政治理論主義的一个关键方面是女性主義知識理論。女性主義知識理論专家们质疑社会科学和哲学科学的客观性，他们认为权威性和可信性标准是社会建构的，从而反映并重新巩固社会政治现状。因此，一种共同的女性主义方法论的解决方案是在知识制作过程時包含反映社会各个部分的多元声音。

### 性别化的政治制度
关于性别化的政治制度探讨了一些问题，例如一个制度「性别化」意味着什么，我們該如何評估一个制度是否存在性别化，以及性别化制度对在其中生活的人有什樣的影響？

### 性別認同政治理論
研究女性政治理論主義这一方面的理论家质疑以女性作为一个身份團體的建构。在基本水平上，他们考虑是否有可能就「女性」團體与政治的关系达成某种结论。辩论的另一个方面涉及交叉性，来自不同种族和文化背景的女性是否有足够的共同点来组成一个政治團體。另一个方面是跨性别女性是否应该被纳入「女性」團體的问题，因为她们是一個獨特團體出生時並沒有被視作女性且缺乏女性的某些经历。
这个话题的另一个途徑包括重新定义「團體性」; 例如，艾里斯·瑪麗恩·楊认为女性更像是一个「连续群體」而不是一个團體，因为她们经历了类似的经历，但彼此孤立，缺乏團體认同感。

### 政府领导和性别
该领域探讨了女性在作为立法者、行政人员和法官方面的领导方式与男性的不同。該領域的一些學者研究政治領導本身是如何男性化的，以排除女性最常提供的政治領導能力，通常表現在正式办公室之外。例如，Hardy Fanta研究了美国拉美裔社区的基层政治工作，以确定女性化的政治领导角色，最后得出结论，拉丁美洲妇女在这些社区工作中提供了最关键的领导能力，尽管事实上大多数研究忽视了她们的领导作用，因为这并不是在正式的办公室职位中发生的。